# 芙蓉良順
芙蓉 良順（ふよう りょうじゅん、1900年2月4日 - 1983年8月13日）は、日本の仏教学者、僧侶。大正大学教授、学長。真言宗智山派管長。智積院62世能化。専門は密教学。

## 略歴
- 1900年、愛知県生まれ。
- 1924年、智山勧学院（現大正大学）卒業。
- 1929年、勝蔵院住職。
- 1945年、大正大学教授
- 1969年　大正大学学長

　　　　　密教学芸賞受賞。
- 1975年、真言宗智山派管長、智積院62世能化。
- 1979年、真言宗長者。
- 1983年、遷化。